# Steinkreis von Thorax
 Der Steinkreis von Thorax liegt auf der gleichnamigen Farm am Culvie Hill, nordwestlich von Aberchirder in Aberdeenshire in Schottland.
Der unsymmetrische Steinkreis besteht aus sechs 1,3 bis 1,8 m hohen Steinen, die auf einem niedrigen Ringwall aus kopfgroßen Steinen stehen. Der Weststein hat auf einer Seite 22 Schälchen (englisch cups ). Das größte hat 10 cm Durchmesser und ist 2,5 cm tief. 17,6 Meter westlich des Kreises befindet sich ein fast vergrabener Stein mit Schälchen auf der Oberseite.
In der Nähe liegen viele Steinkreise darunter der Steinkreis von Rothiemay.